# Yin-Yüan

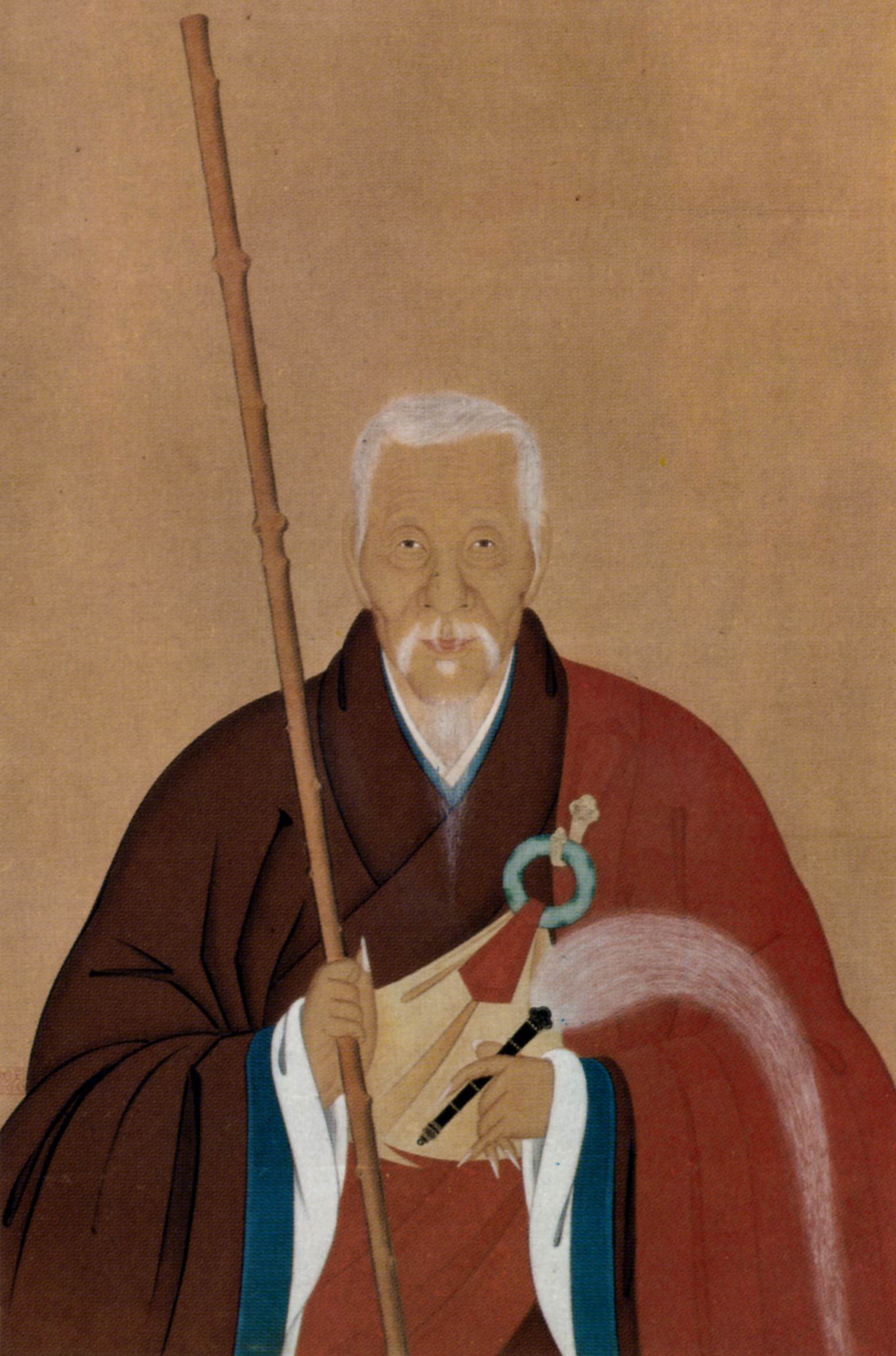
Yǐnyuán Lóngqí, Gründer der japanischen Ōbaku-Schule (Hängerolle, Mampuku-Tempel, 1671)

Yin-Yüan Lung Ch'i (chinesisch 隱元 隆琦, Pinyin Yǐnyuán Lóngqí, jap. Ingen Ryūki; * 1592 in Fuzhou, damals Fu-ch-in 福清; † 1673 in Japan), war ein chinesischer Zen-Meister, der in Japan die dritte bedeutende Zen-Schule, die Ōbaku-shū begründete.

## Lebensweg
Geboren wurde Lung Ch'i (隆琦, in die Familie Lin (林)). Damals noch unter Herrschaft der Ming-Dynastie. Sein Vater verschwand spurlos. Während der Suche nach ihm trat Yin-Yüan in Nanhai in ein Kloster ein. Yin-Yüan ist sein Ordensname. Er wurde 29-jährig Schüler von Chien-yuan (jap. Kangen Zenji) im Wan-fu-ssu (万福寺) am Berg Huang-po (黄檗山) in der chinesischen Provinz Fujian. Nach dem Tod seines Meisters wurde er zuerst Schüler von Fei-yin (jap. Hiin). Im Jahr 1633 erhielt er von ihm die Dharma-Übertragung und begann 1637 seine erste Amtszeit als Abt. Seine zweite Amtszeit als 33. Abt des Tempels begann 1646 und zu dieser Zeit wurde ihm nachgesagt, dass er dem Berg Huangbo geholfen habe, sich zu einem blühenden Zentrum des Buddhismus zu entwickeln. Er erwarb sich eine Reputation als Lehrer.

## In Japan
Nach mehrmaligen Einladungen des in Nagasaki ansässigen chinesischen Mönches Itsunen Shōyū (chin. I-jan) und seiner Laienförderer, begab er sich in einem für die damalige Zeit schon hohen Alter von 63 1654 nach Japan. Mit ihm kamen 20 Mönche und 10 Kunsthandwerker, die wohl auch vor dem politischen Chaos der Zeit flohen. Zunächst residierte er im Kōfuku-ji, dann im Sōfuku-ji. Sein Ruf als Lehrmeister war ihm vorausgeeilt, so dass sich bald eine Anzahl Schüler einzufinden begann.
Nach einer Audienz mit dem Shōgun Tokugawa Ietsuna wurde ihm 1658 vom Bakufu erlaubt, einen Tempel der Zweigschule Genjū-ha (幻住派) der Rinzai-shū in Uji bei Kyōto zu restaurieren. Dafür erhielt der Tempel eine Stiftung von Land und 4000 koku. Dies wurde der spätere Haupttempel der Ōbaku-shū: der Mampuku-ji, dessen Grundstruktur bis 1662 vollendet war. Er ist nach dem Vorbild seines chinesischen Heimattempels benannt, ebenso der Berg Ōbaku-san der mit denselben Schriftzeichen geschrieben wird wie der Huang-po. Mu-an folgte ihm als Abt.
Yin-Yüans Kalligraphien zeichnen sich durch einen kraftvollen Stil mit kräftigen Rundungen aus. Er ist einer der drei Künstler, die als Ōbaku no Sampitsu bezeichnet werden.
Postum erhielt er die Bezeichnung Daikō ōshō kokushi-
Yin-Yüan wird in Japan immer als Ingen bezeichnet, dabei ist er nicht zu verwechseln mit anderen gleichnamigen Mönchen, deren Namen mit anderen Kanji geschrieben, jedoch gleich gelesen werden, so z. B. der Sohn Taira Motohiras 院元 (954–1028) oder der Abt des Kenchō-ji 印元 (1295–1374).

## Werke
Ganz oder teilweise zuzuschreiben sind ihm:
- Fushōkokushi Kōroku
- Ōbaku Goroku (黄檗語録)
- Ōbukusanshi (黄檗山志)
- Ingen Hōgo (隱元法語)[2]